# Municipio de Big Creek (condado de Russell)
El municipio de Big Creek (en inglés: Big Creek Township) es un municipio ubicado en el condado de Russell en el estado estadounidense de Kansas. En el año 2010 tenía una población de 479 habitantes y una densidad poblacional de 2,56 personas por km².

## Geografía
El municipio de Big Creek se encuentra ubicado en las coordenadas 38°52′8″N 98°59′8″O / 38.86889, -98.98556. Según la Oficina del Censo de los Estados Unidos, el municipio tiene una superficie total de 186.95 km², de la cual 186,92 km² corresponden a tierra firme y (0,01 %) 0,03 km² es agua.

## Demografía
Según el censo de 2010, había 479 personas residiendo en el municipio de Big Creek. La densidad de población era de 2,56 hab./km². De los 479 habitantes, el municipio de Big Creek estaba compuesto por el 99,16 % blancos, el 0,21 % eran amerindios y el 0,63 % eran de una mezcla de razas. Del total de la población el 0,21 % eran hispanos o latinos de cualquier raza.